# Jeff Isaacson
Jeff Isaacson (* 14. Juli 1983 in Virginia, Minnesota) ist ein US-amerikanischer Curler. Momentan spielt er auf der Position des Second beim Duluth Curling Club in Duluth.
Isaacson gewann am 28. Februar 2009 die US-amerikanischen Olympic Curling Trails mit dem Team von Skip John Shuster, Third Jason Smith, Lead John Benton, Alternate Chris Plys und spielte mit diesem Team bei den XXI. Olympischen Winterspielen im Curling. Die Mannschaft konnte wenig überzeugen und belegte mit nur zwei Siegen und sieben Niederlagen den letzten Platz.